# Otto Deßloch
Otto Dessloch (11. června 1889 Bamberk – 13. května 1977 Mnichov) byl německý generálplukovník (něm. Generaloberst) Luftwaffe, který sloužil během II. světové války. Byl také držitelem Rytířského kříže Železného kříže s dubovou ratolestí (Ritterkreuz des Eisernen Kreuzes mit Eichenlaub). Rytířský kříž Železného kříže s dubovými ratolestmi bylo nejvyšším vyznamenáním, které se udělovalo za mimořádnou statečnost v boji nebo za vynikající vojenské vedení.

## Vyznamenání
- Železný kříž, II. třída 1914
- Železný kříž, I. třída 1914
- Bavorský vojenský záslužný řád, IV. třída s meči a korunou
- Odznak za zranění, černý 1918
- Železný kříž, spona k Železnému kříži 1914, 2. třídy
- Železný kříž, spona k Železnému kříži 1914, 1. třídy
- Pohár slávy za vítězství ve vzdušném boji
- Rytířský kříž Železného kříže, 24. 06 1940 (74 držitel)
- Rytířský kříž Železného kříže, s dubovou ratolesti, 10. 05 1944 (470 držitel)

údaje použity z: německé Wikipedie-Otto Deßloch